# După douăzeci de ani
După douăzeci de ani este un roman de Alexandre Dumas. În această carte sunt povestite aventurile celor patru prieteni nedespărțiți Athos, Porthos, Aramis și d`Artagnan. Cartea este o continuare la romanul Cei trei mușchetari scris de Alexandre Dumas. Acum, muschetarii nu îi mai au ca dușmani pe cardinalul Richelieu, Milady de Winter sau contele de Rochefort. Ci au dușmani mult mai puternici: cardinalul Mazarin, Mordaunt (fiul lui Mylady de Winter), generalul Oliver Cromwell și regina Ana de Austria.
După ce în romanul Cei trei mușchetari cei patru prieteni se despart: 
- Athos devine contele de La Fere, moșteneste o moșie lângă Blois (moșia Bragelonne) și înfiază un copil pe care îl crește – Raoul (vicontele de Bragelonne);
- Aramis devine abatele d`Herblay și are o mănăstire;
- Porthos își cumpără trei castele (din banii soției procurorului) și devine domnul Porthos Du Vallon de Bracieux de Pierrefonds;
- iar d`Artagnan devine locotenent de muschetari.

Eroii noștri se vor întâlni pentru ultima oară, într-un set de aventuri noi, în romanul Vicontele de Bragelonne al aceluiași autor. 